# Скэнлон, Крэйг
Крэйг Скэнлон (англ. Craig Scanlon, род. 7 декабря 1960 года) — британский рок-музыкант, гитарист, наибольшую известность получивший как участник (апрель 1979 — декабрь 1995) пост-панк-группы The Fall
. Первым альбомом группы для Скэнлона стал Dragnet; именно здесь он (своим характерным «оцарапывающим» стилем игры) начал во многом формировать основу звучания группы, в которой стал важнейшей (после Марка Э. Смита) творческой единицей, соавтором более 120 песен группы (лучший показатель здесь только у самого Смита).

## Биография
В конце 1970-х годов Крэйг Скэнлон вместе с Марком Райли был участником группы The Sirens. После перехода последнего в The Fall, он вместе со Стивом Хэнли образовал Staff 9, группу, которая неоднократно выступала с The Fall разогревщиками. В апреле 1979 года Крэйг Скэнлон вошёл в состав The Fall, заменив здесь Мартина Браму.
Вместе со Стивом Хэнли Скэнлон сформировал музыкальный костяк коллектива, который оставался незыблемым все 1980-е годы, когда вышли наиболее известные релизы группы. Он стал соавтором более 120 песен, нередко исполнял партии бэк-вокала. В 1992 году в интервью журналу Volume Марк Э. Смит назвал Скэнлона и Хэнли «прочными, как гвозди… сверхинтеллигентными парнями, разве что несколько застенчивыми». «Это такая редкость — иметь гитариста, который способен пойти в булочную и сам купить себе булку хлеба», — говорил Смит в 1988 году.
Болельщик «Манчестер Сити», Скэнлон в 1993 году принял участие в беседе с Джоном Пилом, посвященной обсуждению игры клуба; позже отрывок из неё был включен в альбом Middle Class Revolt.
В середине 1990-х годов отношения Смита со Скэнлоном ухудшились; в какой-то момент лидер группы вычеркнул гитариста из числа соавторов песни «The Chiselers», вышедшей в 1995 году синглом. Вскоре после этого Скэнлон был уволен из группы, хотя относительно обстоятельств этого эпизода существуют разночтения. Стив Хэнли рассказал С. Форду, что Смит поступил следующим образом: уволил всех музыкантов группы и заявил, что если они хотят получить обратно свою работу, то должны обратиться к нему с соответствующей просьбой. Скэнлон на это ответил отказом. Он был уволен с формулировкой: «за нерадивость и неспособность содержать в исправности оборудование».
В интервью Sunday Times 1996 года Смит заявил, что бывший гитарист группы «пытался играть то ли джаз, то ли нечто в духе Sonic Youth — в хороших, простых песнях». В автобиографии «Renegade» (2008) Смит утверждал уже нечто иное: Скэнлон, по его словам, стал «чем-то вроде жертвенного ягнёнка. Группа слишком раздулась, никто ничего не хотел делать… он перегорел, должно быть». До этого Смит выражал своё сожаление увольнением Скэнлона, в интервью Q признавая, что это было «ошибочное решение», и что ему Скэнлона «не хватает» Но Смит оговаривался: «Чего теперь я точно не делаю, так это — не возвращаю людей в группу. Я это делал раньше, и это было грубой ошибкой».
Ходили, однако, разговоры о том, что в 2001 году Смит предлагал Скэнлону вернуться. Это подтвердил и сам гитарист — в своём единственном после ухода из группы интервью, данном Дэйву Симпсону для The Guardian в 2006 году. Но — «проведя с ним в пабе три часа, я понял, что лучше мне быть в стороне», — заявил Скэнлон.

## Дискография

### Студийные альбомы
The Fall
- Dragnet (1979)
- Grotesque (After the Gramme) (1980)
- Slates (1981)
- Hex Enduction Hour (1982)
- Room to Live (1982)
- Perverted by Language (1983)
- The Wonderful and Frightening World of The Fall (1984)
- This Nation's Saving Grace (1985)
- Bend Sinister (1986)
- The Frenz Experiment (1988)
- I Am Kurious Oranj (1988)
- Extricate (1990)
- Shift-Work (1991)
- Code: Selfish (1992)
- The Infotainment Scan (1993)
- Middle Class Revolt (1994)
- Cerebral Caustic (1995)